# Diez de Octubre
Diez de Octubre är en kommun i Kuba.   Den ligger i provinsen Provincia de La Habana, i den västra delen av landet, i huvudstaden Havanna. Diez de Octubre ligger 63 meter över havet och antalet invånare är 227 293.
Terrängen runt Diez de Octubre är platt. Runt Diez de Octubre är det mycket tätbefolkat, med 3 494 invånare per kvadratkilometer. Närmaste större samhälle är Havanna, 5,5 km norr om Diez de Octubre. Runt Diez de Octubre är det i huvudsak tätbebyggt.